# Delmiro Gouveia
Delmiro Gouveia è un comune del Brasile nello Stato dell'Alagoas, parte della mesoregione di Sertão Alagoano e della microregione di Alagoana do Sertão do São Francisco.

## Origini del nome
La città, originariamente chiamata Pedra, ha assunto dal 1945 il nome di Delmiro Augusto da Cruz Gouveia, imprenditore e pioniere dell'industrializzazione della regione all'inizio del XX secolo.

## Monumenti e luoghi di interesse
Il comune ospita una grande parte (26.736 ettari) parte del monumento naturale del Rio São Francisco, che protegge gli spettacolari canyon del fiume omonimo, posti fra il complesso idroelettrico Paulo Afonso e la diga di Xingó.

## Popolazione
Stimata in 48.096 unità al 2010, la popolazione residente è aumentata a 51.318 abitanti nel 2022.